# Абрамовка (Приморский край)
Абра́мовка — село в Михайловском районе Приморского края, входит в состав Григорьевского сельского поселения.

## География
Село Абрамовка Михайловского района стоит на правом берегу реки Абрамовка.
Село Абрамовка расположено на автотрассе Михайловка — Хороль. К востоку от села Абрамовка находится село Павловка, к западу — село Дубки.
Расстояние до районного центра Михайловка около 18 км.

## История
По переписи 1926 года село находилось в составе Михайловского района Владивостокского округа Дальневосточного края.

## Население
| 1926 | 2002 | 2010 |
| ---- | ---- | ---- |
| 882  | ↘853 | ↘818 |

По переписи 1926 года село состояло из 144 хозяйств, численность населения — 882 чел., преобладающая национальность — украинцы.

## Улицы
| - ул. Луговая, - ул. Новая, - ул. Октябрьская, | - ул. Пионерская, - ул. Советская, - ул. Юбилейная. |

## Экономика
Сельскохозяйственные предприятия Михайловского района.